# 麥科米克路站
麥科米克路站（英語：McCormick Road station）為巴爾的摩輕軌的車站之一。北上列車開往亨特谷站，南下列車則開往巴爾的摩－華盛頓機場站；離峰時間也有開往克隆威爾／格蘭伯尼站的列車。本站位於希靈環265號，在麥科米克路的西邊。
本站目前並無公共停車場。
本站可轉乘馬里蘭交通管理局9號線巴士。

## 外部連結
- Schedules
- Station from Google Maps Street View